# Zuberzec

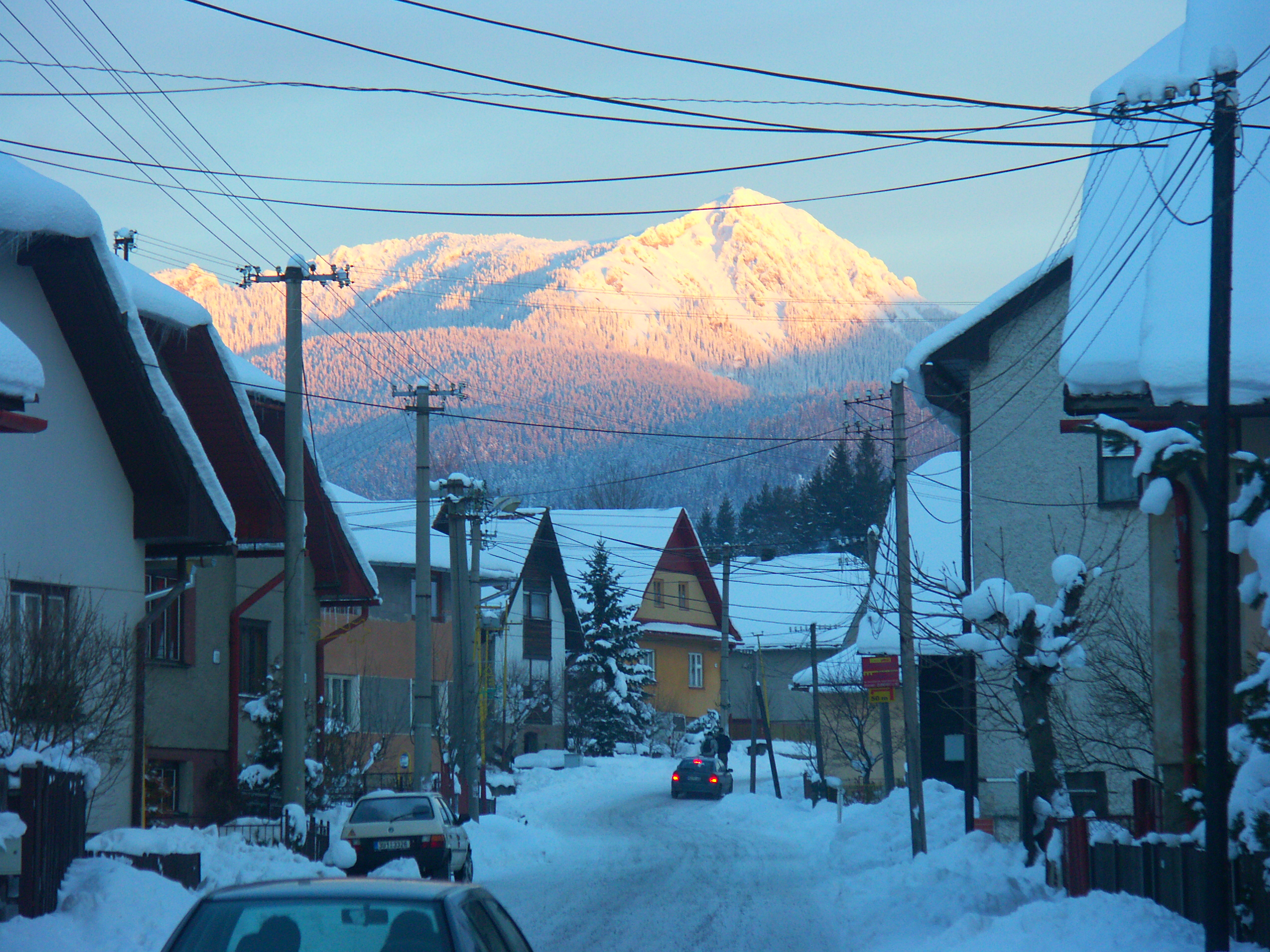

Zuberzec (słow. Zuberec, węg. 1889–1920 Bölényfalu) – wieś i gmina (obec) w powiecie Twardoszyn, kraju żylińskim, w północnej Słowacji.

## Położenie
Miejscowość znajduje się na Orawie, w odległości 30 km od dawnego przejścia granicznego Chochołów-Suchá Hora. Położona jest w Kotlinie Zuberskiej, pomiędzy Tatrami Zachodnimi i Skoruszyńskimi Wierchami. Jest ważnym centrum ruchu turystycznego i narciarskiego, szczególnie jej osiedle Zwierówka, położone u wylotu Doliny Rohackiej i Doliny Łatanej, na otoczonej ze wszystkich stron tatrzańskim lasem polanie.

## Historia
Wieś lokowana w roku 1593.

## Muzeum Wsi Orawskiej
Muzeum Wsi Orawskiej zostało powołane w 1967 roku, a otwarte dla zwiedzających w 1975 roku. Do skansenu sprowadzono oryginalne zabudowania z szeregu orawskich miejscowości, m.in. drewniane chałupy, zabudowania gospodarskie, młyny i drewniany kościół.

## Szlaki turystyczne
– żółty: Zuberzec – Palenica Jałowiecka. Czas przejścia: 3:15 h, ↓ 2:45 h
  – czerwony: Zuberzec – Muzeum Wsi Orawskiej – Zwierówka – Bufet Rohacki.
- Czas przejścia z centrum do skansenu: 1 h w obie strony
- Czas przejścia ze skansenu do Zwierówki: 1 h w obie strony
- Czas przejścia ze Zwierówki do bufetu: 1:30 h w obie strony

  – zielony: Zuberzec – Dolina Borowej Wody – Wyżnia Huciańska Przełęcz. Czas przejścia: 1:35 h, ↓ 1:20 h
  – niebieski: Zabiedowo – przełęcz Biedna – Habówka – Zuberzec – Prieková.
- Czas przejścia z Habówki do Zuberca: 40 min
- Czas przejścia z Zuberca na przełęcz Prieková: 2 h, ↓ 1:30 h